# Karabinek AKMS wz. 80
AKMS wz. 80 – polska prototypowa wersja karabinka automatycznego AKMS wyposażona w ogranicznik długości serii. Nie produkowana seryjnie.

## Historia
W latach 70 XX wieku w Polskiej Rzeczypospolitej Ludowej prowadzono prace nad unowocześnieniem karabinka automatycznego AKMS. Analizie poddawano wpływ szybkostrzelności, a także takich elementów broni jak urządzenia wylotowe i ogranicznik długości serii, na celność ognia seryjnego. Wyniki analizy (wraz z doświadczeniami z programu Lantan), posłużyć miały opracowaniu nowego podstawowego karabinka Ludowego Wojska Polskiego.
Wynikiem prac było powstanie prototypu AKMS wz. 80 wyposażonego w ogranicznik długości serii w Ośrodku Badawczo-Rozwojowym w Radomiu. Konstrukcja ogranicznika wzorowana była na rozwiązaniach zastosowanych w belgijskich karabinkach FN CAL i FNC. Był to pierwszy przypadek, wyposażenia broni opartej na konstrukcji karabinka AK w odrębną dźwignię przełącznika rodzaju ognia rozdzielnie od dźwigni bezpiecznika. Dotychczasowa dźwignia (pełniąca równocześnie rolę bezpiecznika i przełącznika rodzaju ognia) zaczęła spełniać wyłącznie rolę bezpiecznika. Nowa dodatkowa dźwignia przełącznika rodzaju ognia umieszczona została po lewej stronie komory zamkowej.
AKMS wz. 80 ostatecznie nie trafił do produkcji seryjnej, jednak konstrukcję ogranicznika długości serii zastosowano w opracowanym później karabinku automatycznym wz. 88 Tantal.

## Opis konstrukcji
Karabin AKMS wz. 80 był indywidualną bronią samoczynno-samopowtarzalną. Zasada działania oparta była na wykorzystaniu energii gazów prochowych odprowadzanych przez boczny otwór lufy. Ryglowanie przez obrót zamka w lewo (dwa rygle). Mechanizm spustowy z ogranicznikiem długości serii umożliwia strzelanie ogniem pojedynczym, seriami trzystrzałowymi i ogniem ciągłym. Przełącznik rodzaju ognia po lewej stronie broni. Oddzielna dźwignia bezpiecznika po prawej stronie komory zamkowej. Zasilanie z dwurzędowych magazynków łukowych o pojemności 30 naboi. Otwarte przyrządy celownicze składają się z muszki i celownika krzywkowego (ze szczerbinką). Przyrządy celownicze wyposażone w trytowe źródła światła (do strzelań nocnych). Kolba metalowa składana pod spód komory zamkowej (możliwość strzelania z kolbą złożoną).

## Fotografie
- Fotografia selektora na stronie http://www.forgottenweapons.com
- Opis przy okazji opisu tantala
- Fotografia kbk